# Nicholson Baker
Nicholson Baker (* 7. ledna 1957) je americký spisovatel
Narodil se v New Yorku, ale vyrůstal v Rochesteru. Studoval na Haverford College, kde získal titul B.A. z angličtiny. Svůj první román, The Mezzanine, vydal v roce 1988. Do roku 2013 vyšlo dalších deset románů, z nichž Vox (1992; č. 1993), Fermata (1994; č. 1997) a Libidárium (2011; č. 2013) vyšly i v češtině, první dva v překladu Ladislava Šenkyříka, třetí přeložil Bob Hýsek.
Kromě románů má na kontě několik knih literatury faktu a esejů. V roce 1991 například vydal knihu U and I, zabývající se vztahem čtenáře k literárnímu dílu. V roce 2014 strávil měsíc jako suplující učitel na několika školách v Maine, kde dlouhodobě žije, v rámci výzkumu pro svou knihu Substitute: Going to School with a Thousand Kids. Přispíval do periodik Harper's Magazine, London Review of Books a The New Yorker.
Věnoval se editování Anglické Wikipedie pod jménem Wageless.

## Dílo

### Fikce
- The Mezzanine (1988)
- Room Temperature (1990)
- Vox: A Novel (1992)
- The Fermata (1994)
- The Everlasting Story of Nory (1998)
- A Box of Matches (2003)
- Vintage Baker (2004)
- Checkpoint (2004)
- The Anthologist (2009)
- House of Holes: A Book of Raunch (2011)
- Traveling Sprinkler (2013)